# Knez
Nenad Knežević (Cetinje, 5 december 1967), beter bekend onder zijn artiestennaam Knez is een Montenegrijns zanger.

## Biografie
Knez' muzikale carrière startte toen hij zes jaar oud was. Zijn schooltijd bracht hij door in de hoofdstad Podgorica. Tijdens zijn schooltijd maakte hij deel uit van verschillende bands en trad op festivals door het land. 
Vanaf 1992 besloot Knez om solo verder te gaan. Na deelname aan het Popfestival van Belgrado met het liedje Da l' si ikada mene voljela bracht hij ook later dat jaar zijn debuutalbum uit. Zijn best verkochte solo-album werd zijn derde album Automatic. 
Knez woont en werkt in de Servische hoofdstad Belgrado. Knez' dochter Ksenija Knežević zong voor Servië op het Eurovisiesongfestival 2021 als deel van de groep Hurricane.

## Eurovisiesongfestival 2015
Op 31 oktober 2014 werd bekendgemaakt dat Knez Montenegro op het Eurovisiesongfestival 2015 zou vertegenwoordigen. In februari 2015 werd bekendgemaakt dat de Servische zanger en componist Željko Joksimović zijn liedje zou gaan schrijven. Hij schreef het volledig Montenegrijnse lied Adio.
Op het festival haalde het lied de 13de plaats op 27 deelnemers. Dit is tot op heden de beste klassering van Montenegro tot nu toe. Montenegro kreeg 44 punten in totaal en kreeg één keer de twaalf punten, van buurland Servië. 

## Discografie

### Albums
- 1992: Kao magija
- 1994: Iz dana u dan
- 1996: Automatic
- 1999: The Best of Knez
- 2001: Daleko, visoko
- 2003: Ti me znaš
- 2005: Vanilla

### Singles
- 1990: Tragovi na cesti
- 1992: Da l' si ikada mene voljela
- 2000: Vjeruj
- 2014: Donna
- 2015: Adio